# Desfile de Soberanías

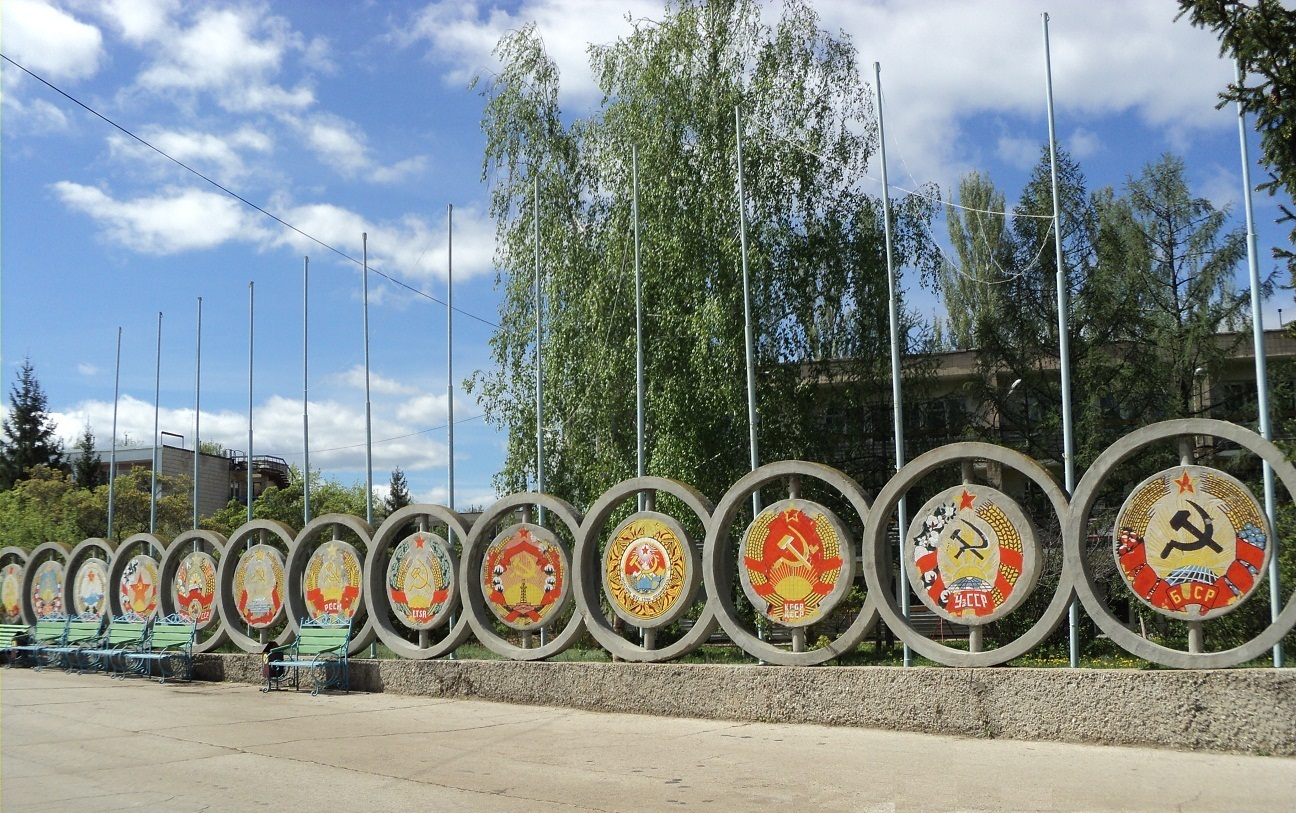
Escudos de las repúblicas de la Unión en el antiguo campamento de pioneros Ályie Parusá, aldea de Yágodnoye, región de Samara, Rusia

El llamado Desfile de Soberanías (1988-1991) (en ruso: Парад суверенитетов, romanizado: parad suverenitétov) fue un proceso provocado por el conflicto entre los gobernantes de la Unión Soviética y los de las repúblicas de la Unión Soviética, siendo jefe de Estado de la Unión Soviética Mijaíl Gorbachov. Durante dicho proceso las repúblicas fueron proclamando la primacía de sus leyes sobre las leyes de la Unión, lo que violaba el artículo 74 de la Constitución de la Unión Soviética de 1977. Esto se convirtió en uno de los factores clave que llevaron a la disolución de la Unión Soviética en 1991. 
Durante el «desfile de soberanías», en los años 1990-1991, toda la Unión y muchas de las repúblicas aprobaron sus propias Declaraciones de Soberanía (la RSFS de Rusia fue la sexta y la RSS de Ucrania, la novena) que desafiaron la prioridad de las leyes de la Unión Soviética sobre el sistema soviético, lo cual derivó en una "guerra de leyes" entre el centro y las repúblicas. También tomaron numerosas medidas para controlar la economía local, incluyendo la falta de pago de los impuestos a la Unión y el presupuesto federal de la RSFS de Rusia. Estos conflictos cortaron muchos lazos económicos, que empeoraron aún más la situación económica de la URSS.

## Antecedentes

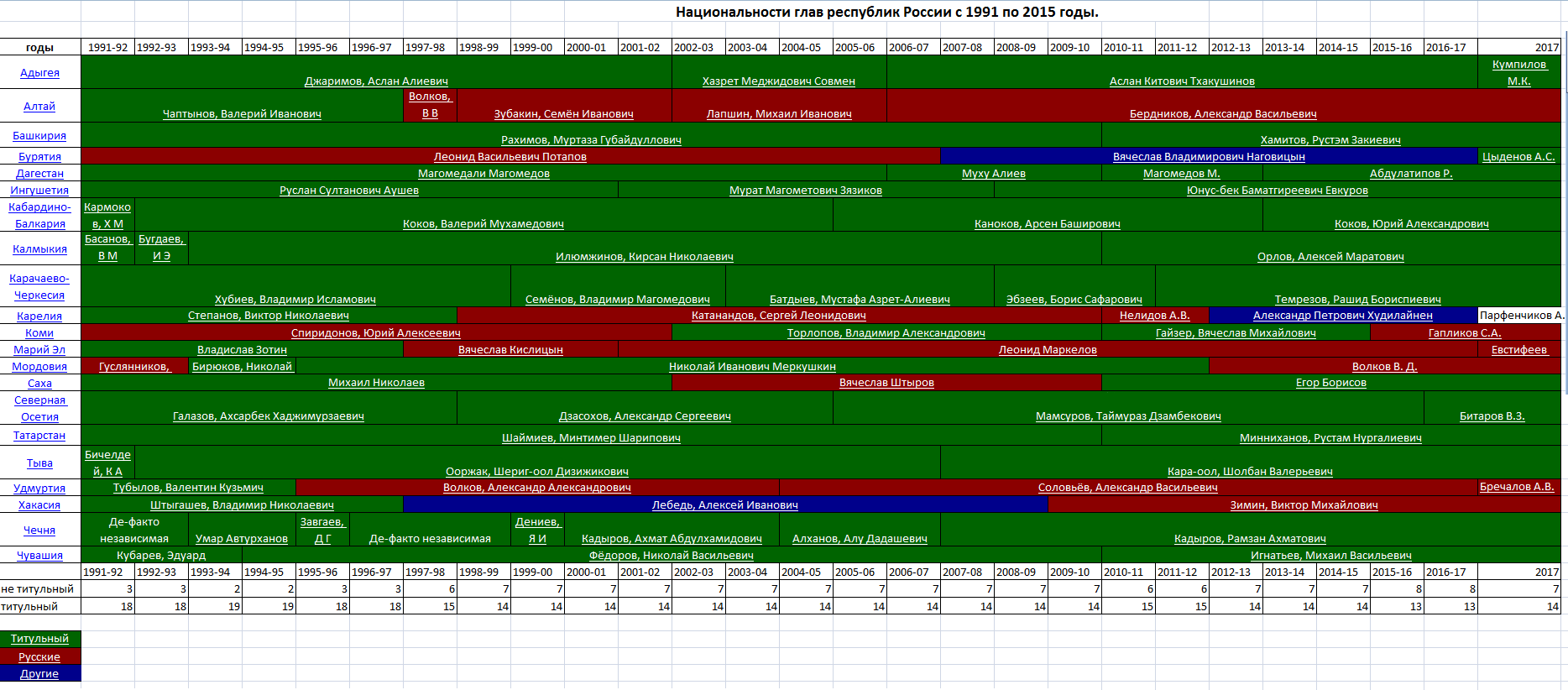
Etnias de los dirigentes de las repúblicas de la Federación de Rusia (1991-2017)

La perestroika y las reformas radicales de Mijaíl Gorbachov fueron enunciadas en el XXVII Congreso del Partido Comunista de la Unión Soviética (PCUS), entre febrero y marzo de 1986. Sin embargo, muchos encontraron el ritmo de la reforma demasiado lento.
El año 1988 vería la introducción de la glásnost de Gorbachov, que dio nuevas libertades individuales a los ciudadanos, como una mayor libertad de expresión y libertad de religión. Este fue un cambio radical, ya que el control de la palabra y de la represión de las críticas por parte del Gobierno había sido anteriormente una parte central del sistema soviético. La prensa se hizo mucho menos controlada y miles de presos políticos y disidentes fueron puestos en libertad. La meta de Gorbachov en la realización de la glásnost era presionar a los conservadores dentro del PCUS que se oponían a sus políticas de reestructuración económica, con la esperanza de que, a través de diferentes gamas de apertura, debate y participación, el pueblo soviético apoyara sus iniciativas de reforma. Al mismo tiempo, se abrió a sí mismo y sus reformas para más críticas en la opinión pública.
En junio de 1988, en la XIX Conferencia del Partido Comunista de la Unión Soviética, Gorbachov inició radicales reformas destinadas a reducir el control de la maquinaria gubernamental sobre las actividades privadas. Propuso un nuevo Ejecutivo en la forma de un sistema presidencial, así como un nuevo elemento legislativo que se denominaría el Congreso de los Diputados del Pueblo de la Unión Soviética.
Casi todo 1989 estuvo marcado por las cuestiones nacionales, que se tornaban cada vez más problemáticas, y por la caída del bloque del Este. A pesar de que la distensión internacional alcanzó niveles sin precedentes con la retirada soviética de Afganistán —concluida en enero— y que los diálogos entre Estados Unidos y la Unión Soviética continuaron con Gorbachov y George H. W. Bush, las reformas internas comenzaron a sufrir la creciente divergencia entre los reformistas que criticaban el lento ritmo del cambio y los conservadores que criticaban la extensión del cambio. Gorbachov afirmó que trataba de encontrar un equilibrio entre ambas ideologías, pero que esto solo generó más críticas hacia él.
El 3 de abril de 1990, fue aprobada la Ley de la URSS № 1409-I, denominada Sobre el procedimiento para resolver cuestiones relativas a la salida de una república soviética de la URSS que, basándose en el Artículo 72 de la Constitución de la Unión Soviética de 1977, establecía los mecanismos legales e institucionales para el abandono de la URSS por repúblicas de la Unión Soviética y repúblicas autónomas de la Unión Soviética.

## Historia
El primer territorio soviético que declaró su independencia fue la República Autónoma de Najicheván, en enero de 1990, en respuesta a los eventos de Bakú. Antes del intento del golpe de Estado de agosto de 1991 del Comité Estatal para el Estado de Emergencia, declararon su independencia de una manera unilateral otras cinco repúblicas de la Unión: la RSS de Lituania, la RSS de Letonia, la RSS de Estonia, la RSS de Armenia y la RSS de Georgia; mientras la RSS de Moldavia rechazó participar en el Nuevo Tratado de la Unión y abogó por la transición a la independencia. Sin embargo, la República Autónoma de Abjasia y la Región Autónoma de Osetia del Sur, que formaban parte de la RSS de Georgia, así como las recién creadas repúblicas de Transnistria y Gagauzia, que formaban parte de la RSS de Moldavia, anunciaron su oposición a la independencia y su deseo de seguir formando parte de la Unión Soviética.
Con la excepción de la RSS de Kazajistán, ninguna de las repúblicas de Asia Central de la Unión estaba teniendo movimientos organizados o por partes, en busca de lograr la independencia. Entre las repúblicas musulmanas, con la excepción del Partido del Frente Popular de Azerbaiyán, el movimiento de independencia existía sólo en una de las repúblicas autónomas, el partido Ittifak de la región del Volga, liderado por Fawzi Bayrámova en la República Socialista Soviética Autónoma Tártara, quien desde 1989 abogaba por la independencia de República de Tartaristán.
El 19 de agosto de 1991 era la fecha prevista para la firma del Nuevo Tratado de la Unión, que pretendía establecer la Unión de Estados Soberanos (SSG) como una federación suave; pero lo detuvo ese mismo día el intento de golpe de Estado con el fin de destituir a Mijaíl Gorbachov del puesto de presidente de la URSS. A continuación se produjo el colapso masivo de la Unión Soviética: casi todas las repúblicas soviéticas restantes proclamaron su independencia, así como varias formaciones autónomas (fundamentalmente dentro de la RSFS de Rusia, la RSS de Georgia y la RSS de Moldavia). El 6 de septiembre la URSS reconoció la independencia de las tres repúblicas bálticas.
El 14 de noviembre, los líderes de siete de las doce repúblicas soviéticas (RSFS de Rusia, RSS de Bielorrusia, RSS de Kazajistán, RSS de Kirguistán, RSS de Tayikistán, RSS de Turkmenistán y RSS de Uzbekistán) y el presidente de la URSS Mijaíl Gorbachov declararon su intención de firmar el Nuevo Tratado de la Unión para el establecimiento de la Unión de Estados Soberanos (SSG). Sin embargo, el 8 de diciembre los presidentes de tres de las cuatro repúblicas fundacionales de la URSS (RSFS de Rusia, RSS de Ucrania y RSS de Bielorrusia) firmaron el Tratado de Belavezha, que derogaba el Tratado de Creación de la URSS de 1922, declaraba la disolución de la URSS y establecía en su lugar la Comunidad de Estados Independientes (CEI). El 21 de diciembre de 1991, al CEI se incorporaron todas las restantes repúblicas soviéticas, excepto la RSS de Georgia y las repúblicas bálticas, mediante la firma del Protocolo de Almá-Atá. 
Parte de las repúblicas autónomas que habían proclamado su independencia no fueron reconocidas por la comunidad internacional (Transnistria y la República de Nagorno-Karabaj) o son Estados parcialmente reconocidos (Abjasia y Osetia del Sur), mientras Gagauzia, República de Tartaristán y la República Chechena de Ichkeria perdieron su independencia.

## Declaración de Soberanía de la RSFS de Rusia
El 12 de junio de 1990, en la primera sesión del Congreso de los Diputados del Pueblo de Rusia, se aprobó la Declaración de Soberanía Estatal de la RSFS de Rusia.

## El desfile de soberanías de las repúblicas autónomas dentro de la RSFS de Rusia
De agosto a octubre de 1990 fue el año del «desfile de soberanías» de las repúblicas autónomas. Tras la adopción de la Declaración de soberanía estatal de la RASS de Carelia (9 de agosto de 1990) se proclamó la soberanía de la República de Komi (29 de agosto), la RASS Tártara como Tartaristán (30 de agosto), la RASS de Udmurtia (20 de septiembre), la RASS de Yakutia-Sajá (27 de septiembre), el distrito autónomo de Chukotka (29 de septiembre), el Soviet de la República Autónoma Socialista de Buriatia (8 de octubre), la RASS de Bashkiria (11 de octubre), la RASS de Kalmukia y el distrito autónomo de Yamalia-Nenetsia (18 de octubre), el RASS de Mari (22 de octubre), la RASS de Chuvashia (24 de octubre), la RASS de Gorno-Altái (25 de octubre), la región de Irkutsk (26 de octubre) y así sucesivamente. Finalmente en 1991 lo harían la RASS de Kabardia-Balkaria (31 de enero), la RASS de Daguestán (15 de mayo) y la RASS de Adigueya (2 de julio). 
En estos y otros documentos de la época de la república se proclamaron portadores de soberanía. Al mismo tiempo, sin embargo, surgió la cuestión de la independencia estatal completa y la secesión de la RSFS de Rusia, por regla general, no se veía comprometida, la relación con el gobierno federal y se pretendía resolver mediante la firma de contratos con él en el futuro.
El 24 de mayo de 1991, se realizaron cambios en la Constitución de la RSFS de Rusia de los títulos de las Repúblicas Autónomas Socialistas Soviéticas (RASS). Entre ellos, se eliminó la palabra autónoma, por lo que llegó a conocerse como la República Socialista Soviética (RSS) de la RSFSR, en contra del artículo 85 de la Constitución de la URSS. Las antiguas repúblicas autónomas de la RSFS de Rusia estaban dispuestas a unirse a la nueva Unión de Repúblicas Soberanas Soviéticas, entonces la Unión de Estados Soberanos (SSG).
La Declaración de Soberanía del Estado adoptada por Tartaristán el 30 de agosto de 1990, en contraste con algunos de la Unión y casi todas las demás repúblicas autónomas rusas (excepto la RASS de Chechenia e Ingusetia), no se especificó como las repúblicas estarían en cualquier parte de la RSFSR o la URSS, y se anunció que sería un Estado soberano y sujeto al derecho internacional, que concluye los tratados y alianzas con Rusia y otros Estados. En los meses del colapso masivo de la Unión Soviética y después de la RASS de Tartaristán, con la misma redacción que había adoptado en declaraciones y resoluciones del acta de independencia y unirse a la CEI, se llevó a cabo un referéndum y se adoptó una constitución.
Del 8 al 9 de junio de 1991, la RSSA de Chechenia e Ingusetia fue proclamada como República Chechena de Ichkeria, y el 6 de septiembre del mismo año, esta autoproclamada república declaró su independencia.
El 7 de febrero de 1992, en relación con el intento del Consejo Supremo de Diputados de Carelia, que tuvo la experiencia de estar fuera de la RSFSR como una unión de la RSS de Lituania, para poner en el orden del día la próxima sesión, por el potencial de salida de la República de Karelia de Rusia, el Ayuntamiento de Petrozavodsk adoptó un recurso ante el Consejo Supremo República de Karelia y los residentes de Petrozavodsk, en el que afirmó que «el camino de salida de la República de Carelia de Rusia y la creación de otro Estado independiente de Carelia es imposible.» Sin embargo, el Ayuntamiento de Petrozavodsk reconoció el curso adecuado para la delimitación de las competencias entre Rusia y la República de Carelia y la consolidación sobre esta base de la independencia económica del país. Más adelante, en Carelia en repetidas ocasiones se crearon leyes que determinaron la incautación y completaron las disposiciones de las leyes federales.
El 31 de marzo de 1992 todas las repúblicas de la nueva Federación de Rusia (antes RSFSR), con la excepción de República de Tartaristán y Chechenia-Ingusetia, firmaron un nuevo acuerdo federal.
En abril de 1992, el VI Congreso de los Diputados del Pueblo de Rusia tres veces se negó a ratificar el Tratado de Belavezha y eliminar del texto de la Constitución de la RSFS de Rusia la mención de la Constitución y las leyes de la Unión Soviética.
El 25 de diciembre de 1993 entró en vigor y fue aprobada por el voto popular la Constitución de la Federación de Rusia, que no contenía ninguna mención a la Constitución ni a las leyes de la URSS. El artículo 4 de la nueva Constitución federal declara que la soberanía de la Federación de Rusia se extiende a la totalidad de su territorio, y las leyes federales funcionan en todo el territorio de su dominio. La Constitución establece la posibilidad de celebrar acuerdos sobre la delimitación de competencias entre el centro federal y la Federación de Rusia; sin embargo, recoge que, en caso de incumplimiento de las disposiciones de estos acuerdos, así como de lo firmado previamente a las disposiciones del Tratado Federal de la Constitución (Constitución de la Federación de Rusia, sección II, párrafo 1).
En el futuro, al evaluar las diversas disposiciones de la legislación de las diversas entidades de la Federación de Rusia por su cumplimiento con la Constitución de la Federación de Rusia, la Corte Constitucional de Rusia ha declarado en repetidas ocasiones la imposibilidad constitucional y legal y la ilegalidad de una «doble soberanía» de la Federación de Rusia y sus sujetos federales. En particular, en la resolución n.º 10-P del Tribunal Constitucional del 7 de junio de 2000, «En el caso de la constitucionalidad de ciertas disposiciones de la Constitución de la República de Altái y la Ley Federal», sobre los principios generales de organización del legislativo (representativo) y los órganos ejecutivos del poder estatal de los sujetos Federación de Rusia, declararon:

La soberanía de la Federación de Rusia como un estado gobernado por la ley federal democrática, que se aplica a la totalidad de su territorio, es fijado por la Constitución de la Federación de Rusia como uno de los fundamentos del orden constitucional (artículo 4, parte 1). El titular de la soberanía y la única fuente de poder en la Federación de Rusia, de acuerdo con la Constitución rusa, son su gente multiétnica (artículo 3, párrafo 1), que, conservando la unidad del Estado históricamente establecido, partiendo de los principios universalmente reconocidos de la igualdad y la autodeterminación de los pueblos y la reactivación de la condición de Estado soberano de Rusia, toma la Constitución de Rusia de la Federación (preámbulo).
La Soberanía, asumida, en el sentido de los artículos 3, 4, 5, 67 y 79 de la Constitución de la Federación de Rusia, la supremacía, la independencia y la autonomía del poder del Estado, la plenitud de los poderes legislativo, ejecutivo y judicial del Estado en su territorio y la independencia en las relaciones internacionales, es una característica de la calidad necesaria en la Federación de Rusia como un estado caracterizado por su rango constitucional y legal. La Constitución rusa no permite ningún otro portador de la soberanía y la fuente de poder, además de los pueblo multinacionales de Rusia, y por lo tanto no asume ninguna otra soberanía más que la del estado de la soberanía de la Federación de Rusia. La soberanía de la Federación de Rusia, en virtud de la Constitución, se descarta la existencia de dos niveles en los poderes soberanos, se encuentran en un solo sistema el poder del Estado, que tendría la supremacía e independencia, es decir, no permite la soberanía de repúblicas u otras entidades de la Federación de Rusia. La Constitución de Rusia se une a la soberanía de la Federación de Rusia, su carácter y las atribuciones constitucionales y legales, así como el estado constitucional y legal y las facultades de las repúblicas, que están dentro de la Federación de Rusia, no a su voluntad por medio de un acuerdo, y con la voluntad del pueblo ruso multinacionales - los medios de comunicación y la única fuente de poder en la Federación de Rusia, en el cual, se aplica el principio de la igualdad de derechos y la libre determinación de los pueblos, constituye la condición de estado soberano reavivado de Rusia como un estado de unidad históricamente establecido en su actual sistema federal. Contenido en la Constitución de la Federación de Rusia, la cuestión de la soberanía determina la naturaleza de la estructura federal, históricamente condicionado por el hecho de que los sujetos de la Federación de Rusia no tienen la soberanía, que fue originalmente propiedad de la Federación de Rusia en su conjunto. Para los propósitos del preámbulo, los artículos 3, 4, 5, 15 (parte 1), 65 (parte 1), 66 y 71 (apartado "b") de la Constitución en su relación, las repúblicas como sujetos de la Federación de Rusia no son una condición de estado soberano y para resolver este problema o pueden no estar en sus constituciones, y por lo tanto no tiene derecho a darse las propiedades de un estado soberano - incluso bajo la condición de que su soberanía sería reconocida como limitada.
La Constitución rusa se define en el artículo 5 (partes 1 y 4) el estado aparece en el artículo 65 (parte 1) de la República como la Federación de Rusia proviene de pertenencia a los fundamentos de la Federación de Rusia del orden constitucional y, en consecuencia, a los fundamentos del orden constitucional de la República del principio de igualdad de todos la Federación de Rusia, en particular en sus relaciones con las autoridades federales. El reconocimiento de la soberanía de las Repúblicas, a pesar del hecho de que todos los demás sujetos de la Federación de Rusia, no poseen esta soberanía, violaría la igualdad constitucional de la Federación de Rusia, haría imposible el ejercicio, en principio, como los sujetos de la Federación de Rusia no tienen la soberanía, en su estado no pueden ser iguales a un estado soberano. Por lo tanto, la utilización del artículo 5 (parte 2) de la Constitución en relación con la estructura federal de la "república (estado)" el concepto establecido esto no significa que - a diferencia del Tratado de Federación del 31 de marzo de 1992 - se da el reconocimiento de la soberanía estatal de la Federación de Rusia, pero sólo refleja las características específicas en su estado constitucional y legalmente asociadas a los factores de medidas históricas, nacionales y otros.

Al respecto, las leyes contenidas en las constituciones anteriores de algunas repúblicas de la Federación de Rusia, señalando a su soberanía, por ahora fueron eliminadas por casi todos.
Las excepciones a esto fueron la reincorporación de República de Tartaristán en la Federación de Rusia por medios pacíficos, sobre la base del acuerdo en 1994, y en Chechenia, como resultado de las dos guerras en 1994-1996 y 1999-2000.

## Cronología de Declaraciones de Soberanía
La cronología de las Declaraciones de Soberanía por las Repúblicas de la Unión Soviética fue la que sigue:
| 1  | RSS de Estonia      | 16 de noviembre de 1988  |
| 2  | RSS de Lituania     | 26 de mayo de 1989       |
| 3  | RSS de Letonia      | 28 de julio de 1989      |
| 4  | RSS de Azerbaiyán   | 23 de septiembre de 1989 |
| 5  | RSS de Georgia      | 26 de mayo de 1990       |
| 6  | RSFS de Rusia       | 12 de junio de 1990      |
| 7  | RSS de Uzbekistán   | 20 de junio de 1990      |
| 8  | RSS de Moldavia     | 23 de junio de 1990      |
| 9  | RSS de Ucrania      | 16 de julio de 1990      |
| 10 | RSS de Bielorrusia  | 27 de julio de 1990      |
| 11 | RSS de Turkmenistán | 22 de agosto de 1990     |
| 12 | RSS de Armenia      | 23 de agosto de 1990     |
| 13 | RSS de Tayikistán   | 24 de agosto de 1990     |
| 14 | RSS de Kazajistán   | 25 de octubre de 1990    |
| 15 | RSS de Kirguistán   | 15 de diciembre de 1990  |